# Megyeri híd
Die Megyeri híd (deutsch: Megyeri-Brücke, bis 2008 M0-s északi Duna-hídja) ist eine Autobahnbrücke der M0 über die Donau in Ungarn, die den Norden Budapests mit Budakalász verbindet. Die 1862 m lange Schrägseilbrücke ist die längste der elf Donaubrücken in Budapest und die zweitlängste Brücke Ungarns. Sie wurde 2008 fertiggestellt und ist damit die jüngste der Budapester Brücken.

## Geschichte

### Planung und Bau
Die Planungen für eine Straßenbrücke im Norden Budapests begannen 1993 mit dem Ziel, den Verkehr in den nördlichen Stadtbezirken und insbesondere auf der Árpádbrücke zu entlasten. Das Planungsverfahren dauerte über 10 Jahre, unter anderem da der Stadtbezirk Újpest und mehrere Ortschaften auf der Budaer Donauseite Bedenken wegen des abzusehenden höheren Verkehrsaufkommens anmeldeten. Zudem führten die Planungen über die Südspitze der Szentendre-Insel, die als Wasserschutzgebiet ausgewiesen ist, sodass besondere Umweltauflagen berücksichtigt werden mussten. Im Jahr 2005 vergab das ungarische Ministerium für Wirtschaft und Verkehr den Auftrag für den Bau der Brücke an ein Konsortium aus Strabag und Hídépítő Zrt.
Die Bauarbeiten für die Brücke nach Plänen von Mátyás Hunyadi begannen im Februar 2006 und dauerten 29 Monate bei Kosten von etwa 63 Milliarden Forint. Am 30. September 2008 wurde die Megyeri-Brücke durch den damaligen Premierminister Ferenc Gyurcsány eröffnet.

### Namensgebung
Während der Bauphase trug die Brücke den provisorischen Namen M0-s északi Duna-hídja („nördliche M0-Donaubrücke“). Um den am besten geeigneten Namen für das Bauwerk zu finden, initiierte das Ministerium für Wirtschaft und Verkehr im Sommer 2006 eine Online-Umfrage, bei der Anfang August der Action-Schauspieler Chuck Norris mit 9000 Stimmen in Führung lag. Nachdem mehrere internationale Nachrichtenagenturen über diesen Zwischenstand berichtet hatten, griff die US-amerikanische Comedyshow The Colbert Report das Thema auf und Moderator Stephen Colbert forderte seine Zuschauer auf, für ihn selbst zu stimmen. Schließlich gewann Colbert die Abstimmung mit einem Vorsprung von 14 Millionen Stimmen gegenüber dem Zweitplatzierten, Miklós Zrínyi. Der ungarische Botschafter in den Vereinigten Staaten, der im Anschluss an die Abstimmung persönlich in der Sendung auftrat, erklärte allerdings, dass Colbert fließend Ungarisch sprechen und bereits verstorben sein müsse, um als Namenspatron infrage zu kommen.
Diese Abstimmung war allerdings bereits im Vorfeld nur als Teil des Namensgebungsprozesses vorgesehen. Unter anderem konnten auch die Gemeinderäte der angrenzenden Orte und Experten wie Linguisten Vorschläge unterbreiten. Schließlich fiel die Wahl auf den Namen Megyeri híd, da diese Káposztásmegyer und Békásmegyer verbindet.

## Konstruktion

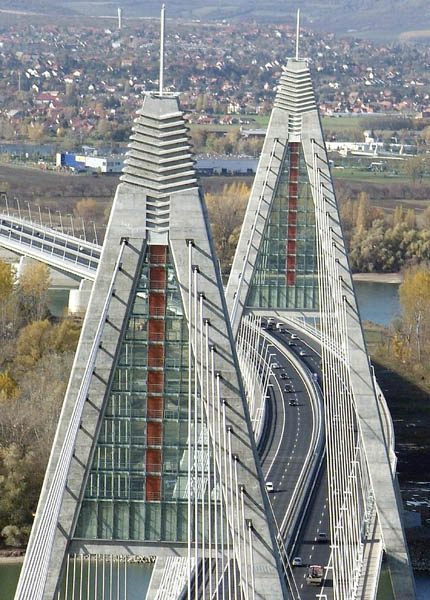
Stützpfeiler der Megyeri híd über dem Hauptarm der Donau

Die Megyeri-Brücke überquert von der Pester Seite kommend den Hauptarm der Donau, die Szentendre-Insel und den Donau-Seitenarm Szentendrei Duna. Sie besteht aus fünf verschiedenen Teilkonstruktionen. Dabei ist nur der 591 m lange Abschnitt über den Hauptarm der Donau als Schrägseilbrücke ausgeführt, die verbleibenden Teile als Balkenbrücke. Die Brücke ist insgesamt 1.862 m lang und 35 m breit.
Die Schrägseil-Konstruktion der Megyeri híd ist die erste ihrer Art in Ungarn und basiert auf zwei 100 m hohen A-Pylonen, die 300 m voneinander entfernt in der Donau aufgestellt sind. Die Fahrbahnkonstruktion ist an diesen Pylonen auf zwei Ebenen mit insgesamt 88 Schrägseilen aufgehängt, die fächerförmig angeordnet sind. Die Fahrbahn befindet sich auf einer Höhe von 10 Metern. Für Wartungsarbeiten kann der horizontale Verbindungsträger in den Pylonen mit einem Lift bzw. über eine Treppe erreicht werden. Der Bereich oberhalb der Träger ist verglast und mit LEDs ausgestattet, über die in der Nacht Lichteffekte abgespielt werden.
Auf der Megyeri híd sind pro Richtung zwei Fahrspuren sowie ein Standstreifen geführt, der die vorgeschriebene Mindestbreite überschreitet, sodass in der Zukunft eine Erweiterung auf drei Spuren möglich wäre. Zudem befindet sich auf der Nordseite der Brücke ein Fahrrad- und auf der Südseite ein Fußgängerweg.

## Betrieb
Die Megyeri híd ist Teil des Autobahnrings von Budapest, der Autópálya M0. Dieser endet derzeit (Stand 2016) kurz hinter dem westlichen Brückenkopf, wo die M0 in einem Kreisverkehr mit Anschluss an die Hauptstraße 11 und ein Einkaufszentrum endet. Langfristig soll der Autobahnring allerdings bis Budakeszi verlängert und damit geschlossen werden.
Bei der Eröffnung der Brücke wurde ein Verkehrsaufkommen von 50.000 bis 60.000 Fahrzeugen pro Tag erwartet. Im Jahr 2015 wurden auf der Megyeri-Brücke 45.097 Fahrzeuge pro Tag gezählt.